# Rockland (Idaho)
Pour les articles homonymes, voir Rockland.
Rockland est une ville américaine située dans le comté de Power en Idaho.
Selon le recensement de 2010, Rockland compte 295 habitants. La municipalité s'étend alors sur 0,30 mille carré (0,78 km2).